# Monte Carlo (Monaco)
Monte Carlo is een van de tien quartiers en een voormalige gemeente van de stadstaat Monaco, en staat bekend om zijn casino's, stranden en de beroemde mensen die hier wonen. De wijk werd midden 19e eeuw gebouwd door prins Karel III om zijn schatkist te spekken.
Naast de Grand Prix Formule 1 van Monaco en de Rally van Monte Carlo worden er veel evenementen georganiseerd, uiteenlopend van bokswedstrijden tot modeshows. Een voorbeeld hiervan is het Internationaal circusfestival van Monte-Carlo. Het filmkarakter James Bond is ook regelmatig op bezoek geweest tijdens filmopnames.
In Monte Carlo ligt het Hotel de Paris, een van de meest exclusieve hotels ter wereld.

## Bezienswaardigheden
- Monte Carlo Casino
- Musée National de Monaco

## Geboren
- Mireille Balin (1909-1968), Frans actrice
- Tomas Scheckter (1980), Zuid-Afrikaanse autocoureur
- Charles Leclerc (1997), autocoureur

## Trivia
Een wiskundig probleem kan soms worden opgelost door willekeurige getallen te genereren. Dit wordt een Monte-Carlosimulatie genoemd.

## Afbeeldingen

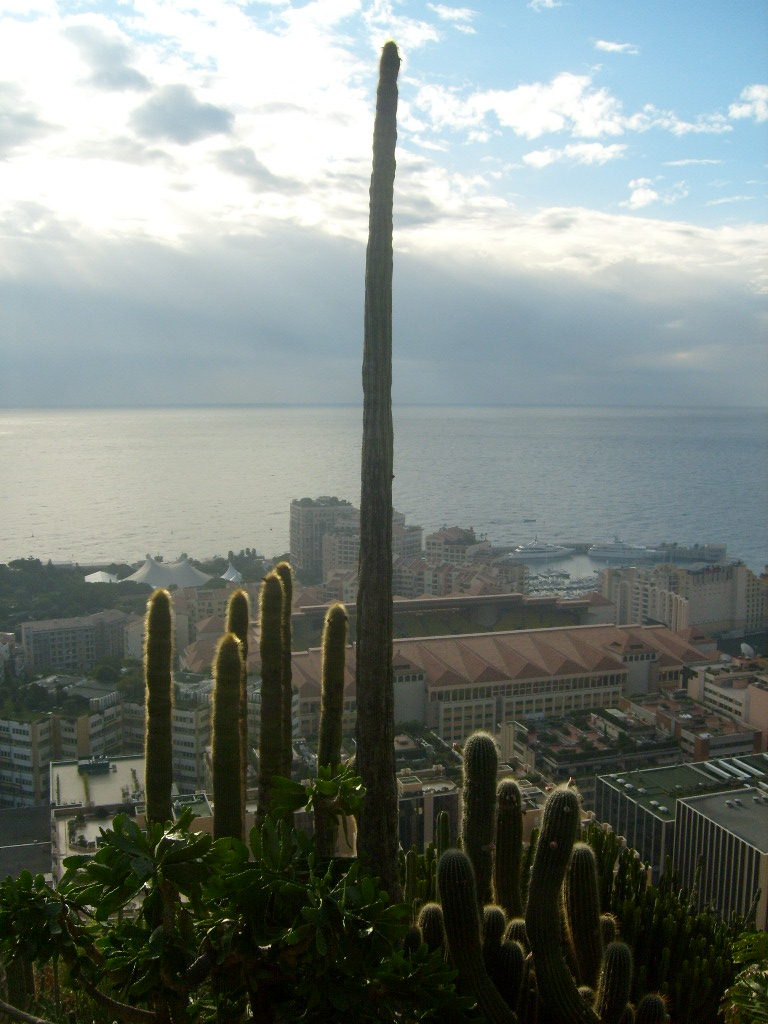
Cactussen met in het midden de grootste in de Botanische Tuin van Monte Carlo, met op de achtergrond een andere wijk, de toeristische trekpleister Fontvieille.
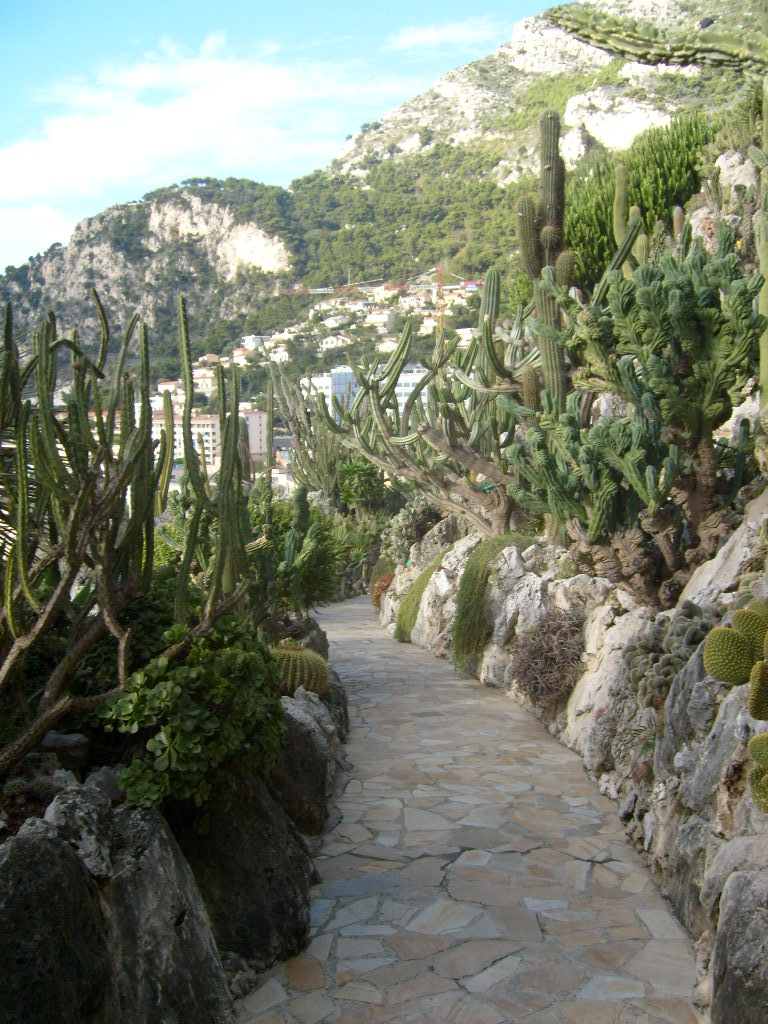
Een gedeelte van de Botanische Tuin in Monte Carlo.
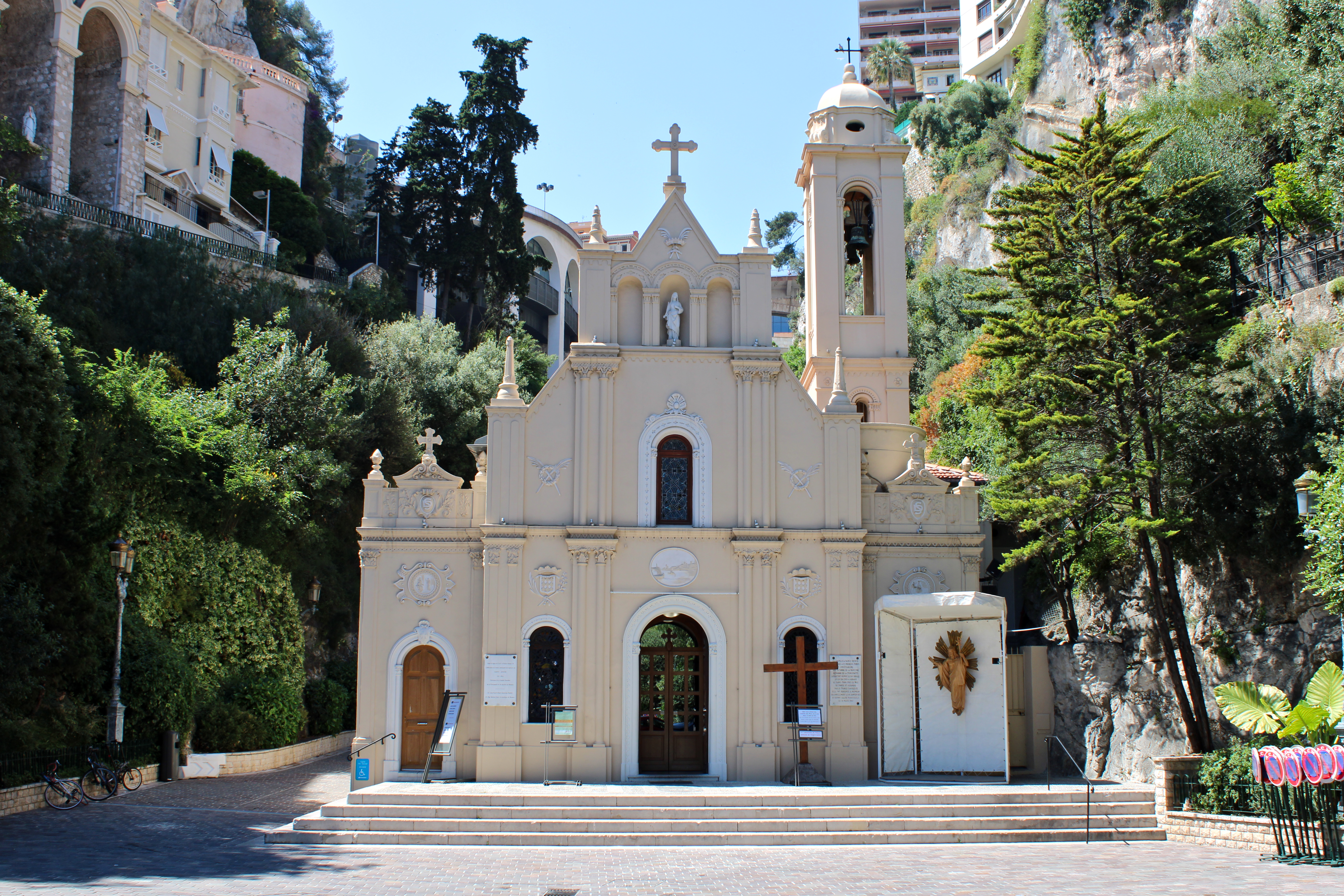
Église Sainte-Dévote, gelegen in de wijk La Condamine.